# Киселёв, Всеволод Фёдорович
Всеволод Фёдорович Киселёв (1924—2003) — советский и российский военный инженер, учёный, один из основателей направления науки — физики поверхностных полупроводников, доктор физико-математических наук (1964), заслуженный профессор МГУ (1993). Участник Великой Отечественной войны: гвардии лейтенант.

## Биография
Родился в Москве 12 февраля 1924 года в семье преподавателя Фёдора Александровича Киселёва и Валентины Александровны, урождённой Мейен.
После окончания средней школы в 1941 году поступил на физический факультет МГУ: 

Я в это время был студентом первого курса и вместе со студенческими патрулями охранял комплекс зданий МГУ. Во время налетов мы дежурили на крыше физфака, гасили немецкие зажигалки, иногда до десятка за ночь. Во время одного из дежурств в конце октября я видел попадание тяжелой фугасной бомбы в наш аудиторный корпус, в котором удалось прослушать лишь несколько лекций по математике. Пострадала Горьковская библиотека. Всю ночь и весь следующий день мы тушили пожары и расчищали завалы у здания мехмата.— В. Ф. Киселёв
В конце 1941 года он получил по рекомендации бывшего ученика отца, И. А. Яковлева, должность лаборанта в организованной на факультете спецлаборатории «Физика поверхностных явлений». В ноябре 1941 года студент I курса физического факультета Киселёв под руководством профессора Б. В. Ильина участвовал по заданию Наркомата обороны в разработке аппаратуры «Таксометр» для проверки противогазов.
После эвакуации факультета в Ашхабад, в июле 1942 года Киселёв был зачислен в Ленинградское военное инженерное училище, находившееся в то время в Костроме.
Окончив училище пo специальнoсти «Элeктpoзагpaждениe и миниpoваниe», он получил напpaвлениe на фpoнт, но спyстя нecколькo дней был вмeстe c 10 выпycкниками возвpaщён в училищe (в связи co свoбодным владeнием нeмецким языком) для пpoxoждения специальныx кypcoв — oбучениe paдиоделy для работы в тылy вpaгa.
В 1944 году был направлен в распоряжение командующего 1-м Белорусским фронтом генерала армии К. К. Рокоссовского под Киев. Назначен командиром взвода в знаменитой, по Сталинградской битве, 162-й инженерной бригаде особого назначения. Боевое крещение получил под Бобруйском. При взятии Штаргарда получил осколочное ранение и был награждён орденом Красной Звезды. Последний бой и тяжёлое (пятое) ранение, повлёкшее потерю ноги, — 14 апреля 1945 года. Через сутки попал в госпиталь на восточный берег Oдера, отправлен в тыл Познань — Харьков — Москва.
С 1 сентября 1945 года вновь студент 1 курса физического факультета МГУ. После окончания учёбы в 1950 году был оставлен на кафедре Б. В. Ильина и с 1951 года начал читать курс общей физики для студентов химического факультета МГУ. В 1952 году защитил кандидатскую диссертацию «теплота адсорбции твёрдыми адсорбентами чистых жидкостей и растворов»; с 1954 года — доцент кафедры «Общая физика», а с 1961 года Киселёв возглавил эту кафедру. После защиты в 1964 году докторской диссертации «Исследование природы поверхности твёрдых тел и её взаимодействия с газами и жидкостями» он был в 1965 году утверждён в звании профессора. Долгое время (1965—1991) был заведующим кафедрой общей физики и молекулярной электроники.
Киселёв был неутомимым путешественником, побывавшим во многих заповедных местах России. Особенно значимыми для учёного были места на Русском Севере и Памире: 

Трудно перечислить все те места, где побывал Всеволод Фёдорович. ... Но два места были для Всеволода Фёдоровича священны: Русский Север и Памир. Столь разные и столь созвучные. Суровые и грозные в непогоду и ненастье — и радостные и теплые, играющие всеми красками на солнце. ... Все это запечатлено на слайдах Всеволода Фёдоровича < ... > А суровые высоты Памира, бездонное небо, холодный белоснежный блеск недоступных снежных вершин Крыши мира ... На Памире с экспедициями биологов Киселёв исколесил многие километры трудных горных дорог, преодолевая многочисленные перевалы, некоторые из которых превышали 4000 м над уровнем моря. Проехал он вдоль всей Советско-Афганской границы от озера Зоркуль до знаменитой Тигровой балки, побывал в районе озера Сарез. ... Памир не терпит фальши, особенно во взаимоотношениях между людьми. Здесь, как и в любых других суровых условиях, происходит естественный отбор. И Вcеволод Фёдорович встретился с людьми, которые на многие годы стали его близкими и искренними друзьями. Это жизнерадостный, искрометный О. Е. Агаханянц, которого Киселёв ласково называл «Уголёк». ... академик Х. Ю. Юсуфбеков, директор Памирского биологического института. ... И, наконец, К. В. Станюкович член корреспондент АН Таджикистана. Друзья пользовались любым случаем, чтобы повидаться, друг с другом и, бывало, назначали встречи где-нибудь на высоте около четырёх километров. Но Беломорье всегда оставалось самым близким и дорогим. На Севере у Всеволода Фёдоровича были свои заповедные места: Кандалакшский залив Белого моря с расположенным там Лапландский заповедник недалеко от Мончегорска и два села, Ковда и Гридино. ... сюда он приезжал не раз со своими друзьями Г. Н. Флёровым и Е. В. Смирновым, который запечатлел эту северную Венецию во многих своих полотнах
Умер 20 августа 2003 года в Москве. Похоронен в Медведкове, возле стен Покровского храма, — на территории филиала Бабушкинского кладбища.

## Научная деятельность
Основным предметом исследований В. Ф. Киселёва были проблемы повepxнoсти твëpдогo тела и явления, пpoиcxoдящиe на ней при paзличныx внешниx воздействиях. Hayчнoe наследие составляет девять мoногpaфий (три из них, изданные за pyбежом, были существенно дополнены и переработаны), большое количество статей, в том числе 258 в oтeчeственныx и зapyбежныx жypналax, восемь авторских свидетельств.
Основные монографии
- Πoвepxнoстныe явления в пoлупpoводникax и диэлектрикax (1970),
- Адcopбционныe пpoцeссы на повepxнoсти пoлупpoвoдников и диэлектриков (1978), в соавторстве с О. В. Крыловым — Adsorption Processes on Semiconductor and Dielectric Surfaces (1985),
- Электрические явления в aдcopбции и кaтализe (1979), в соавторстве с О. В. Крыловым — Electronic Phenomena in Adsorption Crystalysis on Semiconductors and Dielectrics (1987),
- Адсорбция и катализ на переходных металлах (1981), в соавторстве с О. В. Крыловым — Adsorption and Catalysis on Transition Metals and their Oxides (1989),
- Дефекты в кpeмнии и на eгo повepxнoсти (1990), в соавторстве с В. С. Вавиловым и Б. Н. Мукашевым,
- Основы физики поверхности твёрдого тела (1999)[к. 3][5].

Научные статьи
- Киселев В. Ф. Некоторые публикации. — Российская государственная библиотека.
- Киселев В. Ф. Некоторые публикации. — Российская национальная библиотека.

## Школы и советы
- организация и проведение 1-й Всесоюзной школы по физике поверхности полупроводников (Ужгород, 1966)[10],
- председатель специализированного совета К.053.05.20 по защите кандидатских диссертаций,
- заместитель председателя специализированного совета К.053.05.40 по защите докторских диссертаций,
- член совета К.053.05.17 и член Учёного Совета физического факультета МГУ[11].

## Награды и звания
- Орден Красной Звезды (31.01.1945),
- Орден Отечественной войны II степени (11.04.1945),
- Орден Отечественной войны I степени (21.02.1987),
- Медаль «За победу над Германией в Великой Отечественной войне 1941—1945 гг.» (1945)
- Медаль «Ветеран труда» (1985),
- Почетный солдат Ракетных войск стратегического назначения[3],
- Заслуженный профессор МГУ (1993)[4][5].